# Nissan Bassara
Nissan Bassara – samochód osobowy typu MPV produkowany przez japońską firmę Nissan w latach 1999-2003. 
Występował wyłącznie w 5-drzwiowej wersji nadwozia. Do napędu używano silników R4 i V6 o mocy 150-220 KM. Napęd przenoszony był na oś przednią bądź obie osie (w zależności od wersji) poprzez 4-biegową automatyczną skrzynię biegów. Samochód został zastąpiony przez model Presage.

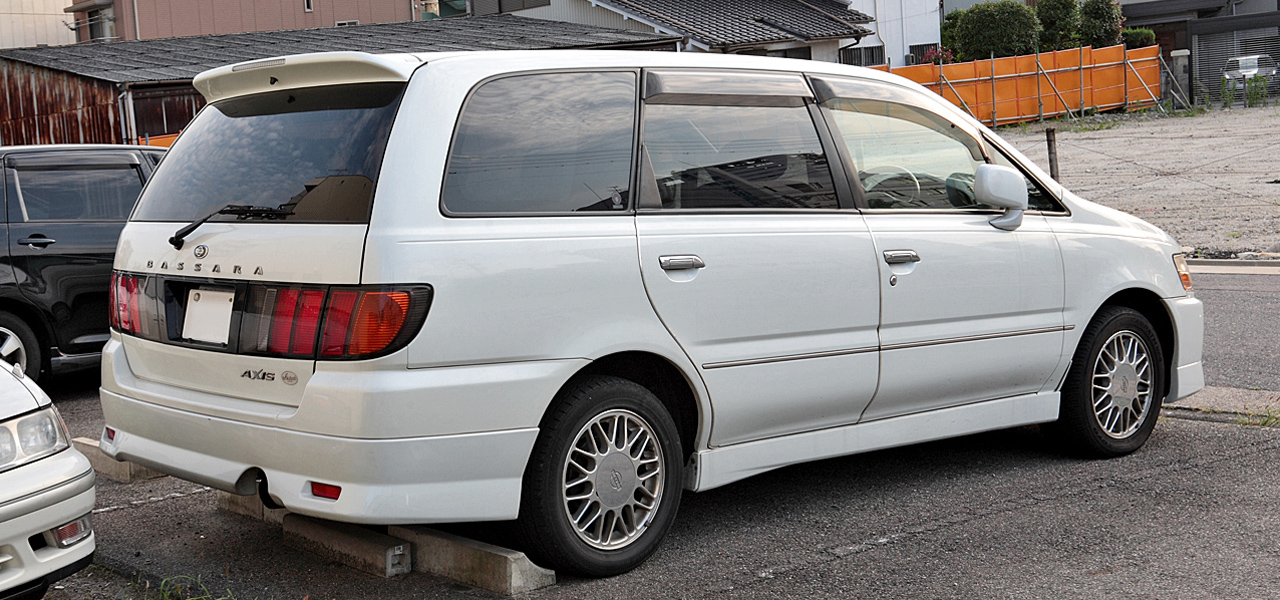
Nissan Bassara Axis - tył nadwozia